# 民族名
民族名（みんぞくめい）またはエスノニム（ethnonym）は民族集団の名前、呼称である。エスノニムには、外名＝エクソニム（exonym）と内名 ＝エンドニム（endonym, autonym）がある。
例えば、ドイツ人の英語名称（外名）は「Germans」であるが、ドイツ語名称（内名）は「Deutschen」である。日本人の英語名称（外名）は「Japanese」であるが、日本語名称（内名）は「日本人」である。
人名研究の下位分野として、民族名の研究はethnonymy または ethnonymicsと呼ばれる。
エスノニム（民族名）は、民族にかかわらずある地域に住む住民全てを指す住民名とは、明確に区別すべきものである。